# Santi Vincenzo e Anastasio alla Regola
Santi Vincenzo ed Anastasio alla Regola, även benämnd Santi Vincenzo ed Anastasio dei Cuochi, var en kyrkobyggnad i Rom, helgad åt Vincent av Zaragoza och Anastasius av Persien. Kyrkan var belägen i rione Regola, vid Via delle Zoccolette. Kyrkan revs 1886 för att möjliggöra uppförandet av Tiberkajerna (muraglioni). Namnet ”Regola” härleds från Arenula, en typ av sand som Tibern förde med sig upp på land vid översvämningar. ”Cuochi” åsyftar Compagnia dei Cuochi eller Confraternita della Santissima Annunziata dei Cuochi e Pasticcieri, det vill säga kockarnas och konditorernas skrå.

## Kyrkans historia
Kyrkan nämns i en bulla promulgerad av Urban III år 1186 och utgjorde då en av filialerna till församlingskyrkan San Lorenzo in Damaso. I Catalogo di Cencio Camerario, en förteckning över Roms kyrkor sammanställd av Cencio Savelli år 1192, benämns kyrkan sancto Anastasio Ariole. Den italienske historikern och arkeologen Mariano Armellini upplyser om att kyrkan hade tre skepp och fyra altaren. Ett av dessa var invigt åt martyren Calcedonius, som var skråets skyddspatron, medan högaltaret var invigt åt de heliga Vincent och Anastasius.
Skrået, som hade bildats i San Luigi dei Francesi år 1513, låt 1640 bygga om kyrkan. Fasaden gavs ett tämligen enkelt utseende. Det som dock utmärkte den var de två flankerande fristående segmentbågarna. Kyrkan revs 1886 och skrået flyttade då till San Salvatore in Onda i närheten.

## Bilder

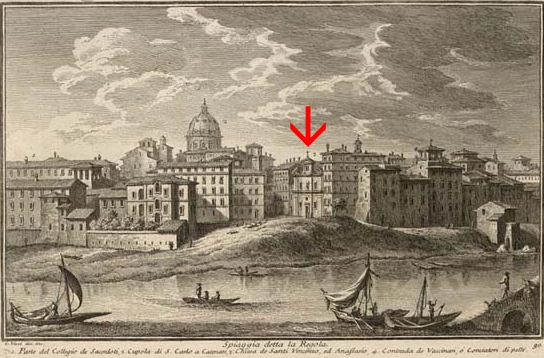
Santi Vincenzo ed Anastasio alla Regola (vid den röda pilen) på en gravyr av Giuseppe Vasi från år 1747.
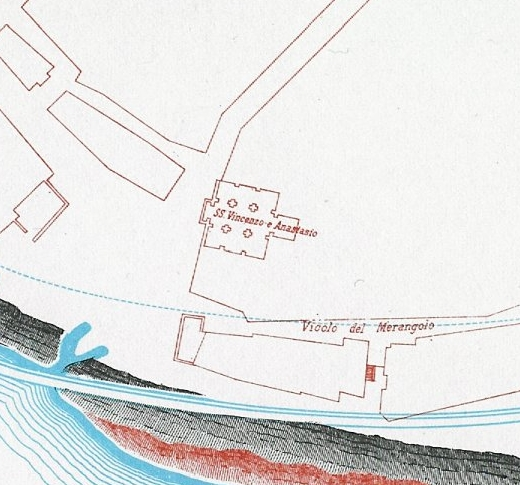
Santi Vincenzo ed Anastasio alla Regola på Rodolfo Lancianis Rom-karta från 1893–1901. (Vicolo del Merangolo revs för Lungotevere dei Vallati.)

### Fotnoter
1. ↑  Hülsen 1927, s. 174.
2. 1 2 3  Armellini 1982, s. 428.
3. 1 2  Lombardi 1998, s. 216.
4. ↑  Nibby 1838, s. 755.